# Acrolyta spola
Acrolyta spola là một loài tò vò trong họ Ichneumonidae.